# Vovkivți, Șepetivka
Vovkivți (în ucraineană Вовківці) este localitatea de reședință a comunei Vovkivți din raionul Șepetivka, regiunea Hmelnîțkîi, Ucraina.

## Demografie
Componența lingvistică a localității Vovkivți
     Ucraineană (97,26%)
     Rusă (2,13%)
     Alte limbi (0,3%)
Conform recensământului din 2001, majoritatea populației localității Vovkivți era vorbitoare de ucraineană (97,26%), existând în minoritate și vorbitori de rusă (2,13%).